# Сойка сонорська
Сойка сонорська (Aphelocoma woodhouseii) — вид горобцеподібних птахів родини воронових (Corvidae). Поширений у Північній Америці.

## Назва
Вид названо на честь американського натураліста і дослідника Семюела Вашингтона Вудхауза (1821—1904).

## Поширення
Вид поширений у Мексиці та у західних штатах США.

## Підвиди
Визнано сім підвидів :
- Aphelocoma woodhouseii nevadae Pitelka, 1945 — поширений у Великому Басейні, на височинах Долини Смерті та пустелі Могаве та на південному заході Нью-Мексико, на південь до північної Сонори та Чіуауа;
- Aphelocoma woodhouseii woodhouseii (Baird, 1858) — поширений на західних схилах Скелястих гір від південного Вайомінгу та Юти на південь до північної Аризони та Колорадо, а також на схід до західної Оклахоми та північної Чіуауа;
- Aphelocoma woodhouseii texana Ridgway, 1902 — плато Едвардс та схил Кепрок;
- Aphelocoma woodhouseii grisea Nelson, 1899 — поширений уздовж східних схилів Західної Сьєрра-Мадре;
- Aphelocoma woodhouseii cyanotis Ridgway, 1887 — поширений уздовж західних схилів Західної Сьєрра-Мадре;
- Aphelocoma woodhouseii sumichrasti (Ridgway) — на півдні Мексики;
- Aphelocoma woodhouseii remota Ludlow Griscom, 1934 — Південна Сьєрра-Мадре.

## Опис
Має 27-31 см завдовжки, вагу 80 г і розмах крил 39 см. Це масивні на вигляд птахи, оснащені великою квадратною і сплюснутою головою, конічним і масивним дзьобом з трохи гачкуватим кінчиком, округлими і пальчастими крилами, міцними ногами і довгим хвостом з квадратним кінчиком.
Оперення лазурно-блакитного кольору на передній частині, тім'ї, потилиці, боках шиї (які мають сірі відтінки), плечах і хвості. З боків від дзьоба до скроневої області є маска, що тяжіє до чорнувато-сірого кольору, яка набуває синіх переливів на щоках. Спина, лопаткова область і крила шиферно-сірі, іноді з коричним відтінком, а грудка мишачо-сіра, горло (відокремлене від грудей смугою блакитних пір'я) світло-сіре з білими кінчиками пір'я та черевом, боки та підхвістя сірувато-білі.